# Sisley Paris
CFEB Sisley, nota come Sisley Paris, è un'azienda francese di cosmetici di lusso per la cura del viso, del corpo, dei capelli e di profumi con sede a Parigi.

## Storia
Nel 1972 il profumiere Jean-François Laporte e il suo stretto collaboratore Roland de Saint-Vincent crearono un'azienda di profumi di nome Sisley in riferimento al pittore impressionista. Nel 1976 Hubert d'Ornano, già cofondatore di Oriane, all'epoca una delle aziende leader nel settore cosmetico, acquisì la società, riorganizzandola insieme a sua moglie Isabelle e concentrando la ricerca di Sisley in fitocosmetologia.
Si affidò alla ricerca del chimico Egmont Desperrois per i suoi prodotti. Gli è venuta l'idea di utilizzare oli essenziali e principi attivi estratti dalle piante nei prodotti di bellezza.

## Struttura
Sisley è un'azienda di medie dimensioni, nel 2019 il gruppo impiegava quasi 4.500 persone a livello internazionale.  I prodotti Sisley sono venduti nei grandi magazzini, nelle farmacie, nelle terme e nei saloni di bellezza. Negli ultimi anni Sisley ha anche aperto i propri negozi in tutto il mondo. Nel 2019, c'erano una ventina di boutique e Maisons Sisley.
L'azienda progetta e produce i suoi prodotti in Francia, a Parigi e nella Val d´Oise. Il centro di ricerca di Val d'Oise è dotato di uno dei più grandi tetti fotovoltaici della regione parigina, che copre un'area di 36.000 metri quadrati. La Francia è anche il suo più grande mercato, seguita dalla Cina.

## Filantropia
Sotto Philippe d'Ornano, nel 2007 è stata creata la Fondazione Sisley-d'Ornano per "fornire un quadro per il lavoro caritatevole e le sponsorizzazioni guidate dall'azienda". La Fondazione è sotto gli auspici della Fondation de France.

## Nella cultura popolare
In un articolo del 2015 del "lifestyle brand" Goop Sisley di Gwyneth Paltrow, appare in una lista dei 9 trattamenti per il corpo "più lussuosi" al mondo.
La popolarità della gamma per la cura della pelle è evidenziata dall'inclusione nel popolare sito web "Everyday Parisian".